# Węgiersko-polskie związki literackie

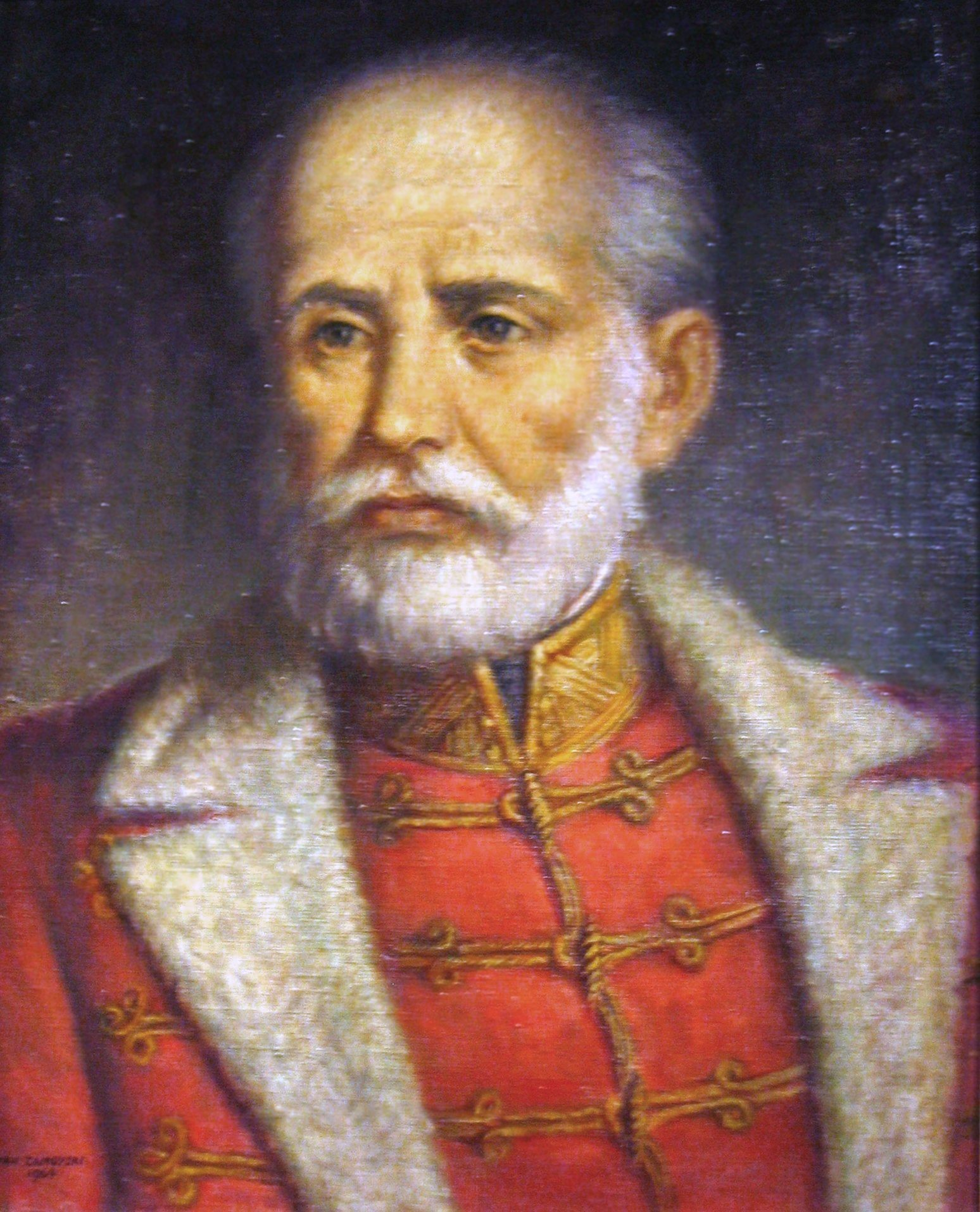
Gen. Józef Bem

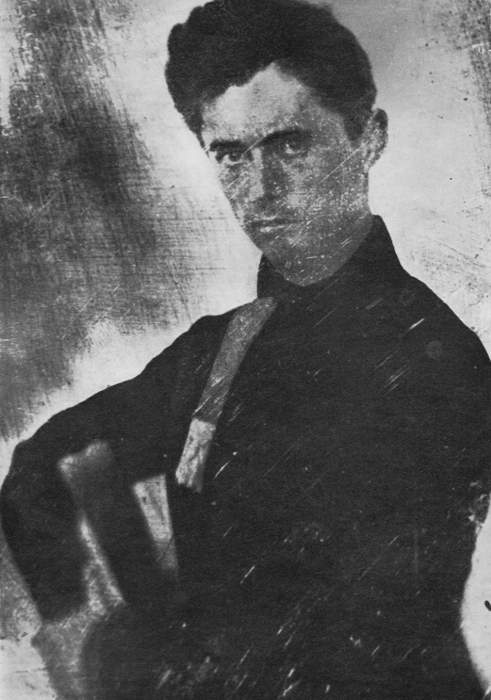
Sándor Petőfi

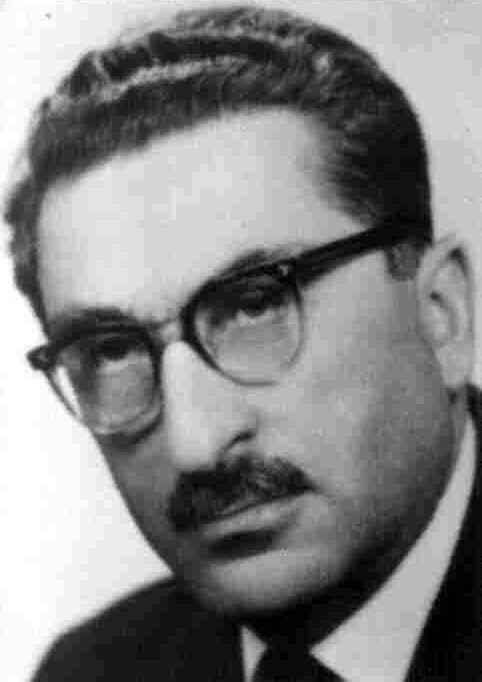
Prof. dr Jan Reychman

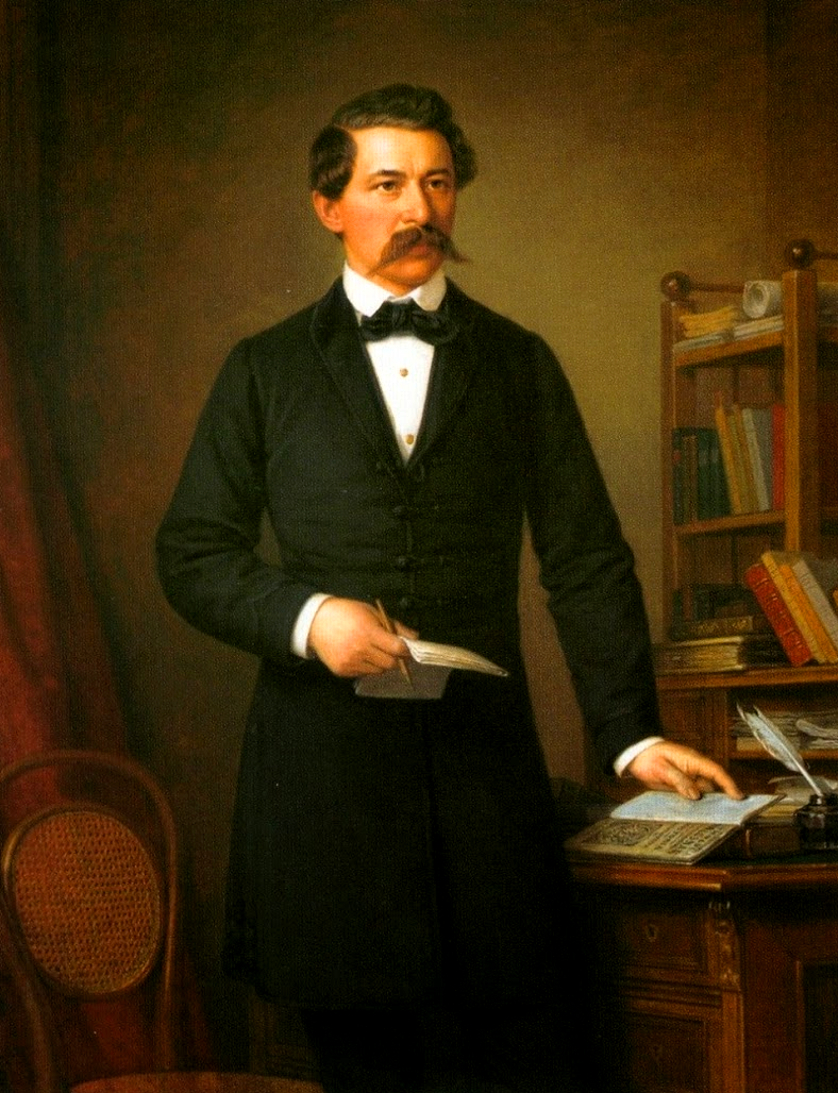
János Arany

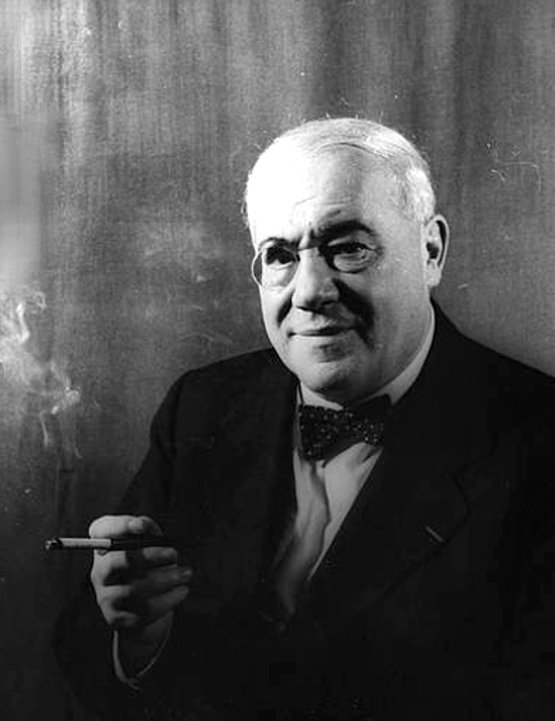
Ferenc Molnár

Węgiersko-polskie związki literackie do wieku XVIII w Polsce były ograniczone do zainteresowania kronikami i wydarzeniami aktualnymi na Węgrzech. Informacje o Polsce przedostawały się na Węgry od średniowiecza za pomocą kontaktów o charakterze religijnym. Po XVIII wieku nastąpiło poszerzenie osiągnięć hungarologii polskiej. Od XIX wieku zaczęły ukazywać się obszerniejsze informacje na temat literatury węgierskiej, jednak dopiero w epoce romantyzmu szczególnie zwrócono uwagę na kulturę węgierską.

## Historia

### Początki
W XV i XVI wieku Akademia Krakowska była największą Alma Mater dla uczącej się młodzieży węgierskiej wynoszącej ponad 16% ogółu wszystkich studentów. Od roku 1466 do 1526 uczyło się w krakowskiej uczelni ponad 2300 studentów węgierskich, wśród których znaleźli się przyszli twórcy literatury narodowej. Popularnym powiedzeniem było wówczas Hungariae natum, Cracoviae educatum. W krakowskich drukarniach w tym czasie wychodziły najstarsze druki Janosza Sylwestra (węg. János Sylvester), tłumacza Nowego Testamentu, rozmówki Sebastiana Heydena („Colloquia puerilia”) z 1527. Jan Honter (łac. Johannes Honterus) z Siedmiogrodu napisał i opublikował w Krakowie 17 wydań gramatyki łacińskiej.
Również prowincja Małopolska pozostająca w bliskiej łączności z Węgrami przyjmowała różne terminy węgierskie do języka potocznego oraz urzędowego; jobbagiones (servientes regis) wymieniają Akta Małopolskie z XIII wieku, „widekiem” nazywano w Krakowie powiat przed rokiem 1550 oraz hejnał grany z wieży kościoła mariackiego. Do mowy potocznej z tego okresu weszły określenia takie jak „segen legen”, „harum palcat”, „sakał” oraz węgierskie nazwy broni, ubioru, koni i uprzęży: hasarze, elearze, kurucy, sabaty, hajducy. Historyk Stanisław Orzechowski wywodził określenia polskiej nazwy „króla” od węgierskiego „kiraly” (czyt.  kiraj).
Na Węgrzech schronił się również pisarz i humanista Paweł z Krosna. Natomiast w Krakowie przebywał znany poeta Balint Balassi.
Po klęsce Węgrów pod Mohaczem w sierpniu 1526 roku, powstało wiele żałobnych wierszy napisanych przez polskich poetów. Wydano je w Krakowie w 1544 w tomiku Pannoniae luctus. Istnieją przypuszczenia, iż Adam Czahrowski, który walczył jako żołnierz na Węgrzech (także w Egerze) w XVI wieku, pisał również po węgiersku.

### XIX wiek
Zainteresowanie Polaków kulturą węgierską wzrosło szczególnie w romantyzmie. W 1821 ukazały się w Polsce pierwsze tłumaczenia poezji Mihála Vörösmartyego i Sándora Petőfiego. W „Trybunie Ludów” w 1848 ukazało się wiele publikacji Adama Mickiewicza na temat Węgier, zaś gen. Józef Bem, naczelny wódz powstania węgierskiego 1848-1849, stał się postacią legendarną, opiewaną zarówno przez poetów polskich, jak i węgierskich. W powstaniu tym walczył m.in. Edmund Ślaski, Henryk Dembiński, a także 3-tysięczny legion polski pod wodzą gen. Józefa Wysockiego.
W XIX wieku o walkach niepodległościowych narodu węgierskiego pisali m.in. Bolesław Prus, Jan Zachariasiewicz, Zygmunt Miłkowski; ogromną popularność zyskała proza Móra Jókaia. W XIX wieku ukazały się prace Józsefa Csehyego na temat literatury polskiej. W 1847 w Budapeszcie odbyła się prapremiera „Mazepy” Juliusza Słowackiego; zainteresowano się również w tym czasie twórczością Henryka Sienkiewicza, Józefa Ignacego Kraszewskiego i Aleksandra Fredry.

### XX wiek
W 1910 ukazała się w Polsce pierwsza antologia węgierskiej nowelistyki (przekł. Cz. Łukaszewicz).
W 1952 na Uniwersytecie Warszawskim utworzono katedrę filologii węgierskiej. W 1974 na Uniwersytecie w Debreczynie powstał Zespół Badań Polonistycznych.

## Motywy węgierskie w niektórych polskich utworach literackich
- Pannoniae luctus – zbiór poezji (Kraków, 1544)

## Motywy polskie w niektórych węgierskich utworach literackich
- Europica Varietas (Kassa, 1620) pol. tłum. Mártona Csombora podróż po Polsce (Warszawa, 1961) – Márton Szepsi Csombor
- Lengyel mezőkön, tábortűz mellett – Gyóni Géza (Przemyśl, 1914)
- Kocham twój kraj – antologia węgierskiej poezji o Polsce (Kraków, 1971)[4]
- Walijscy bardowie – János Arany
- Opowiadania węgierskie (1951)
- Mandaryn wielki kozak (1968)
- Dzikie gęsi (1973)
- Happening (1979)

## Węgierscy filolodzy i badacze zajmujący się literaturą polską
- Mihály Bába (ur. 1922)
- Dávid Czvittinger (1675/1679?–1743)
- István Csapláros (1910–1994)
- Tibor Csorba (1906–1985)
- Adorján Divéky (1880–1965)
- Lajos Hopp (ur. 1927)
- Grácia Kerényi (1925–1985)
- Sándor Kozocsa (1904–1991)
- István Mészáros (1891–1964)
- Ferenc Molnár (1878–1952)
- Ferenc Pákozdy (1903–1992)
- György Radó (1912–1994)
- Éva Sebők (ur. 1927)
- István Sötér (1913–1988)
- János Tomcsányi (1873–1935)

## Niektórzy polscy filolodzy i badacze zajmujący się literaturą węgierską
- Kazimiera Iłłakowiczówna (1892–1983)
- Bolesława Jaroszewska (1865–1920)
- Antoni Lange (1861 lub 1863–1929)
- Jan Reychman (1910–1975)
- Andrzej Sieroszewski